# Ловильний інструмент

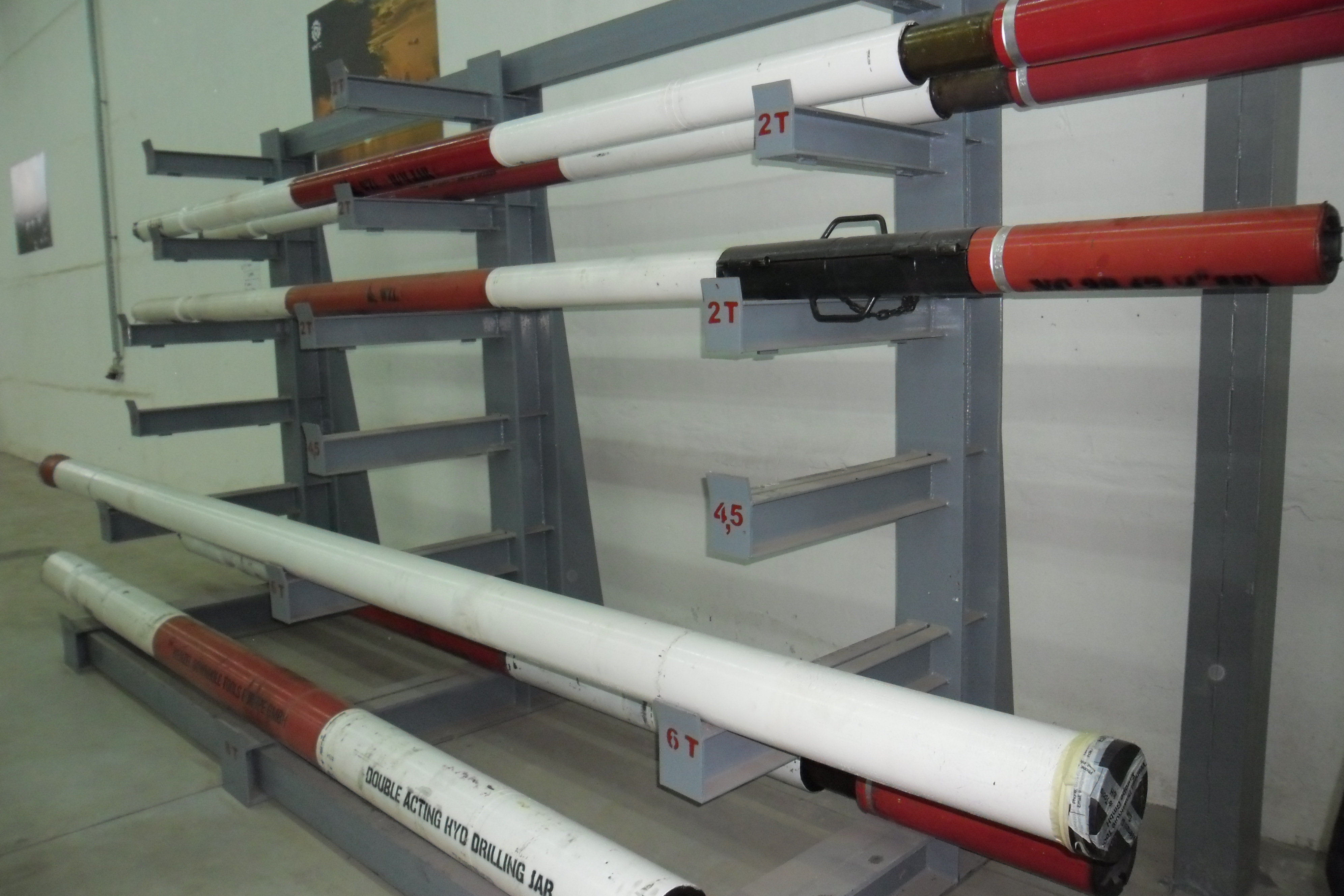
Яс

Ловильний інструмент врізний. Ловильні плашки: а — не наскрізна; б — наскрізна;
1, 2, 3 — різьба, відповідно, приєднувальна до колони, ловильна, приєднувальна до воронки

Трубовловлювач типу ТНОС: 1 – перехідник; 2 – гвинт; 3 – корпус;4 – шток;5 – цанга (захоплювальна спіраль); 6 – воронка

Ловильний інструмент врізний. Універсальний ловильний мітчик для НКТ

Лови́льний інструме́нт (рос. ловильный инструмент, англ. fishing tool; нім. Fanggerät n, Fangwerkzeug n) — у свердловинній технології — пристрої та механізми для витягування із свердловини бурового інструменту та ін. предметів, що залишилися в ній у результаті аварії.
Використовуються для витягання із свердловини прихваченої (прихопленої) бурильної колони, її окремих елементів, вибійних двигунів чи сторонніх предметів.
За призначенням умовно поділяють на:
- основний (вловлювачі, овершоти, ловильні мітчики, ловильні плашки, магнітні фрезери і ін.), що застосовується для безпосереднього з'єднання з аварійним об'єктом і подальшого його видалення з свердловини,

- допоміжний, що служить для вивчення аварійного об'єкта і підготовки до ліквідації аварії.

Ловильний інструмент повинен бути оснащений перевідниками для з'єднання з бурильною колоною.
Інструмент повинен бути комплектним і включати всі необхідні пристрої, які полегшують ліквідацію аварії чи ускладнення.
Розміри ловильного інструменту і його вузлів повинні відповідати елементам бурильної колони і пристроїв, якими працюють в даній свердловині.
Найбільший зовнішній діаметр ловильного інструменту або лійки до нього (якщо вона використовується) для роботи в свердловинах і обсадних колонах повинен бути на 25-30 мм меншим за діаметр стовбура свердловини. В інших випадках він повинен бути менше стовбура свердловини на 50-60 мм.
Окремі види ловильних інструментів у відповідності з інструкцією з їх експлуатації можуть опускатися в свердловину з меншими зазорами за дотримання вимог до їх експлуатації.
Нафтогазовидобувним підприємствам рекомендується мати повний набір ловильного інструменту для можливого використання у випадку виникнення аварії або ускладнення, а саме: труболовки, вловлювачі, ковпаки і мітчики гладкі і нарізні, фрезери, механізми для ліквідації прихоплень, пристрої для вилучення металевих предметів, труборізи, печатки, ловильні вудочки, гідравлічні домкрати, пристрої для заведення предметів, що вилучаються в ловильний інструмент. Усі вони мають бути комплектними і мати відповідну технічну документацію.
Якість ловильних робіт залежить від стану ловильного інструменту.
Тому до його транспортування і зберігання необхідно відноситися з особливою обережністю, пам'ятаючи, що неякісним інструментом аварію можливо ускладнити.
Усі ловильні інструменти, які спрямовуються на бурову або на свердловину, де проводиться її капітальний ремонт, можуть доставлятися будь-яким видом транспорту, але з гарантією повної цілісності, або в ящиках із закріпленням в них від можливих переміщень, або у відкритому вигляді. При цьому зовнішня різь і робоча поверхня оберігаються від пошкодження дерев'яними прокладками.

## Ловильний інструмент врізний
Ловильний інструмент врізний, (рос. ловильный инструмент врезной; англ. cut-in fishing tool; нім. Einbindefangwerkzeug n) — ремонтний інструмент, який призначений для захоплення шляхом концентричного врізування під час нагвинчування у внутрішню або вкручування на зовнішню поверхню труб, муфт, замків, перевідників і інших предметів з наступним витягуванням колони труб, на яких він опускається у свердловину. Це Ловильна плашка і Ловильний мітчикю